# Белоусов, Андрей Владимирович
Андрей Владимирович Белоусов (14 января 1972, Чернигов, Украинская ССР, СССР) — советский и украинский футболист, защитник.

## Игровая карьера
Воспитанник киевского спортинтерната. Играть начинал в черниговском «Политехнике», а затем в местной команде мастеров второй лиги «Десна».
В 1996 году стал игроком «Кривбасса». В высшей лиге дебютировал 20 июля того же года в игре против днепропетровского «Днепра». В 1999 году играл в высшем дивизионе Казахстана в клубе «AES Елимай». Всего в высших дивизионах двух стран — 30 матчей.
Основную часть карьеры провёл в командах низших дивизионов Украины, России и Казахстана.